# Rooksporen
Rooksporen is een Nederlandse film uit 1992 van Frans van de Staak. Het is gebaseerd op het toneelstuk rooksporen van Lidy van Marissing. De film heeft als internationale titel Traces of smoke.

## Rolverdeling
- Marlies Heuer ... De vrouw
- Peter Blok ... De vragensteller
- Joop Admiraal
- Rein Bloem
- Sacha Bulthuis
- Carine Crutzen
- Hildegard Draayer
- René Eljon
- Andrea den Haring
- Hans Hausdörfer
- Thom Hoffman
- Ineke Holzhaus
- Ingrid Kuipers
- Willem Kwakkelstein
- Johan Leysen
- Colla Marsman
- Tessa du Mee
- Wim Meuwissen
- Titus Muizelaar
- Frieda Pittoors
- Lineke Rijxman
- Hanneke Stark
- Catherine ten Bruggencate
- Huub van der Lubbe
- Manouk van der Meulen
- Anke Van't Hof
- Hilt de Vos
- Nico de Vries